# 新田 (香港)

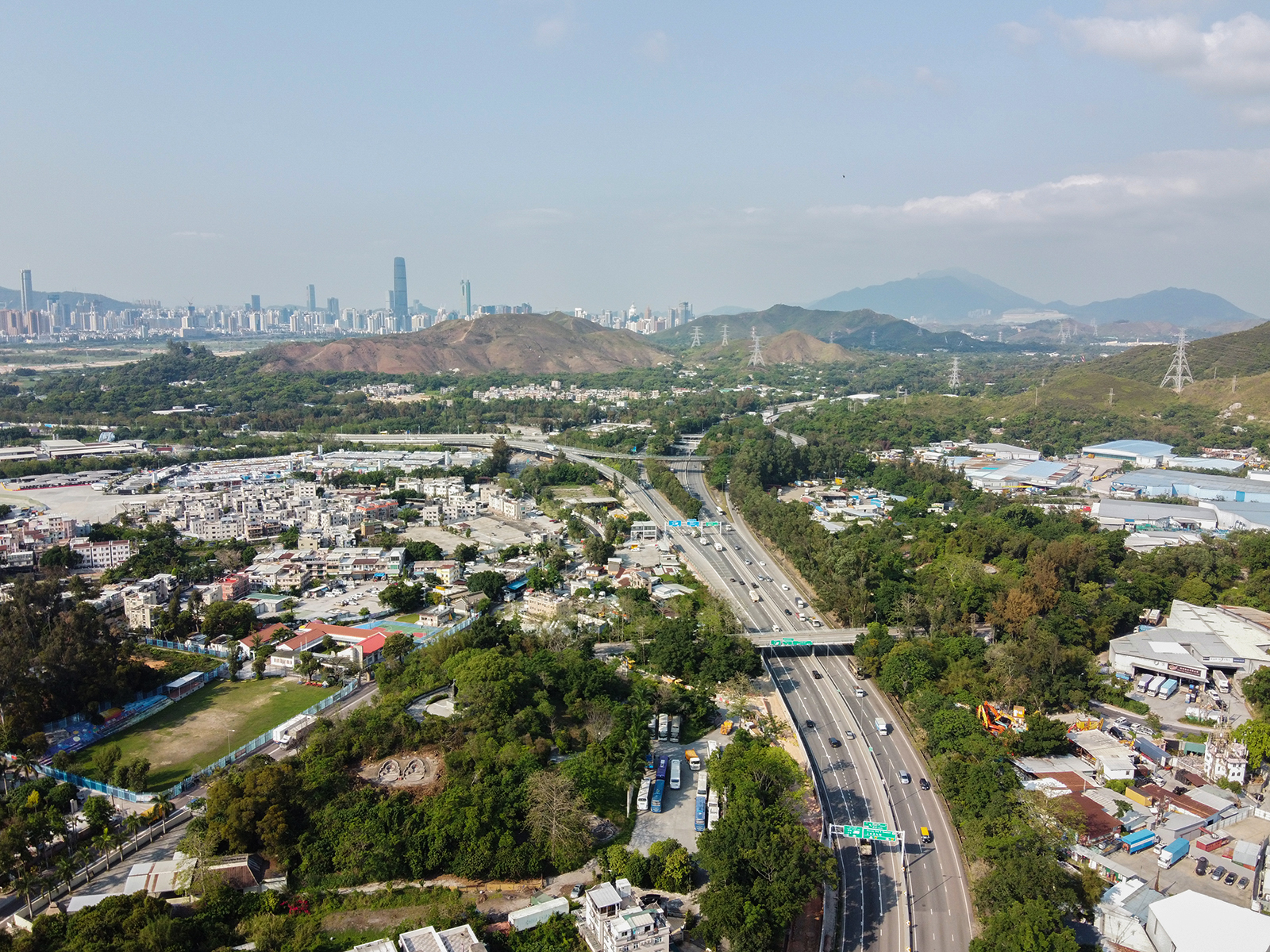
航拍新田（2020年）

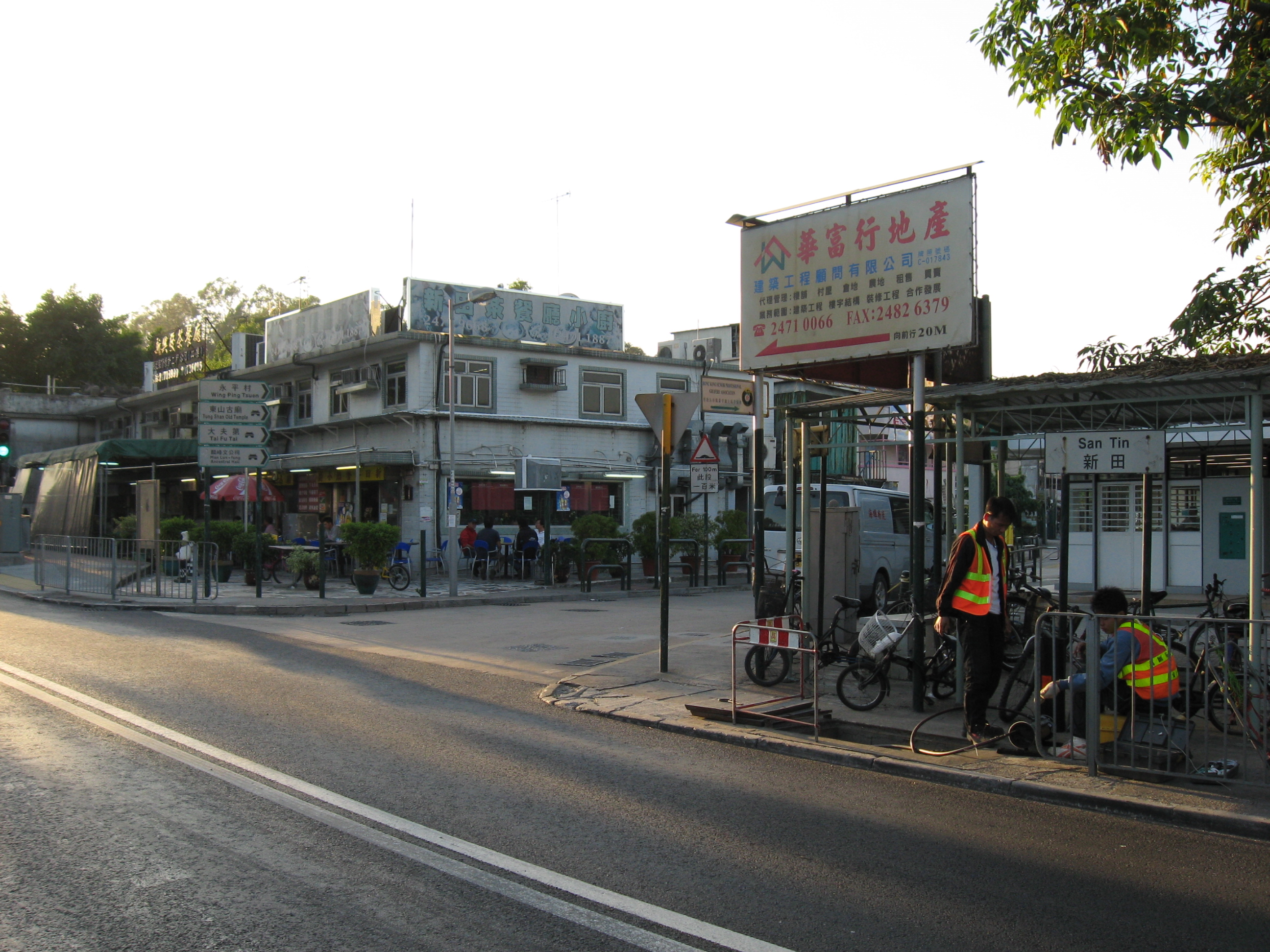
新田

新田（英語：San Tin）或新田鄉（英語：San Tin Heung / San Tin Tsuen）位於香港元朗區東北部，是一片沖積平原，新田鄉以新田為中心，覆蓋東面的落馬洲和西面的米埔，其東面至洲頭、潘屋，北面至下灣，瀕臨深圳河，西南面至壆圍，而西北則連接后海灣。
新田亦是新界五大氏族之一的文氏其中一個聚居地。新田與屏山、厦村、十八鄉、八鄉和錦田合稱「元朗六鄉」。

## 歷史

### 新田文氏

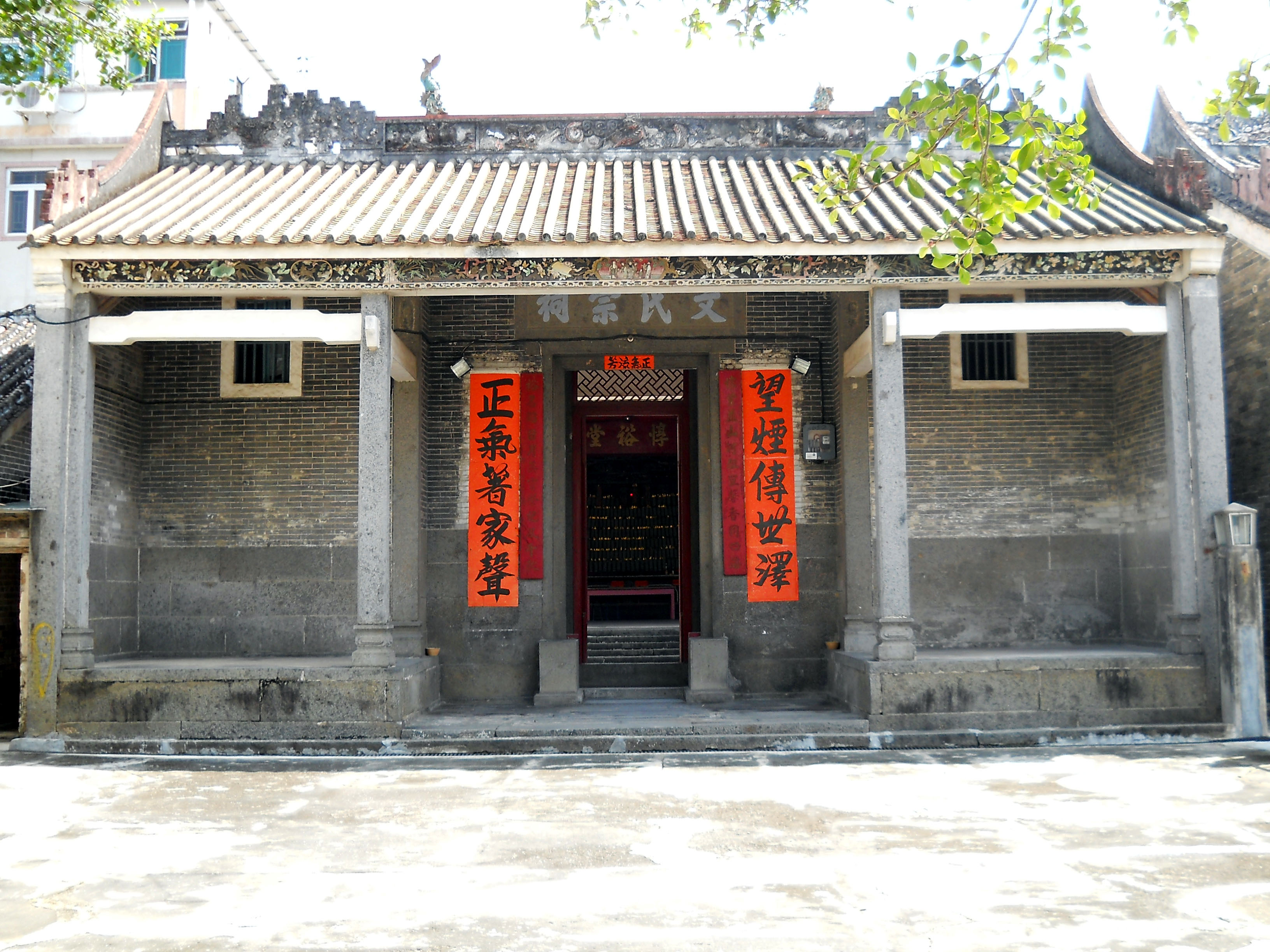
惇裕堂文氏宗祠是新田文氏的太祖祠

香港文氏均為抗元名將文天祥的堂弟文天瑞一支，他為避元兵追捕，於宋末元初年間遷居寶安三門東清後坑，而其堂兄長文天壁則轉赴桂林。天瑞生長子文應麟，而應麟的兩名兒子文起東和文起南的後代於廣東繼續繁衍，現今泰亨文氏屬廣東天瑞系文氏七大房中的垂統公房，先祖居於寶安東路泰亨及崗廈鄉，為文起南後裔；新田文氏則屬孟常公房，先祖居於寶安東路新四鄉，為文起東後裔。文孟常是文天瑞的第五世孫，明代年間自廣東遷居到屯門老虎坑。直到永樂年間，文孟常之孫文世歌因逃避軍役自屯門徙居新田，立村開基，是為文氏新田開基祖。

### 基圍
新田一帶有大量的基圍，「基圍」是指在鹹淡水交界圍欄的塘，主要作用是收集由上流下來的河水，亦可引入海水供給紅米田。村民只要利用水閘來控制基圍內的水質，便可進行養殖水產。新田和深圳河周遭有很多用麻石砌成的「水梪」及「堤壆」，估計基圍早在100多年前清朝時期已經存在。
基圍和稻田是處於相鄰甚至相同的位置，農民在基圍附近的鹹水田種植一種曬乾後變大紅灰色的「鹹水稻」或在淡水田種植「齊眉米」；並利用水牛開田和耙田，亦有地方人士在深圳河附近基圍下面養蠔。稻田在冬天水乾時收割，收割時不慎落到水裏的稻米，便成了從海裏沖入基圍魚類及蝦蟹的飼料；春天水位適量時便開始插秧；當夏天水漲於水稻生長的同時，便可以捕撈基圍內的魚產。在田與田之間有「水沖」作通道，而在水稻田內較多沙的地方，可以種植慈菇，收成後農民便會把農作物送到元朗新墟或舊墟出售。

## 發展
新田鄉的傳統村落過去以務農為主，輔以飼養禽畜如豬、雞、鴨、鵝等，同時亦有漁塘養魚。但近年菜農減少，土地逐漸荒廢，加上鄰近深圳，大多被改作臨時貨櫃場、停車場或物流業的倉庫等。
位於新田西北部的小片魚塘被列入拉姆薩爾公約確認的具國際意義的濕地範圍，是后海灣濕地生態系統的一部分，極具保育價值。

### 水貨轉運站
隨著內地羅湖口岸嚴打水貨客，大批水貨客改為經對過境旅客的行李處理寛鬆的福田口岸運貨。水貨集團自2014年上半年開始於鄰近落馬洲禁區的新田鄉郊租地開設水貨倉，短短半年間，最少有30間水貨倉應運而生，數百名水貨客每日進進出出，當街分貨阻塞交通，再乘搭公共交通工具進入落馬洲支線管制站，然後步行過境，每人每日平均走貨兩至三次。

### 逼遷佃農
區內的米埔隴村是1960年代開始建立的非原居民農村。村民當年從大陸移居到新田，租用附近原居民文氏地主的農田及周邊的山頭務農，由於租戶和地主的租賃關係非常穩定，農民自資在農田上興建農舍，逐漸形成新的非原居民農村，並設立蔬菜產銷合作社。直到1980年代，政府為開闢元朗公路新田段，收回大量米埔隴的土地。1990年代有與恆基地產有關的「良鴻發展」為首的大地產商買入了北面接近一半的土地，惟一直沒有發展。2000年代擁有米埔隴村核心地區土地的文氏地主，逼使村民簽署毫無保障的「新租約」，為逼遷後與地產商共同發展豪宅的計畫揭開序幕。

### 新田購物城
2018年，以387個8呎乘40呎的貨櫃組成，佔地420,000平方呎的新田購物城正式啟用。

## 鄉事委員會

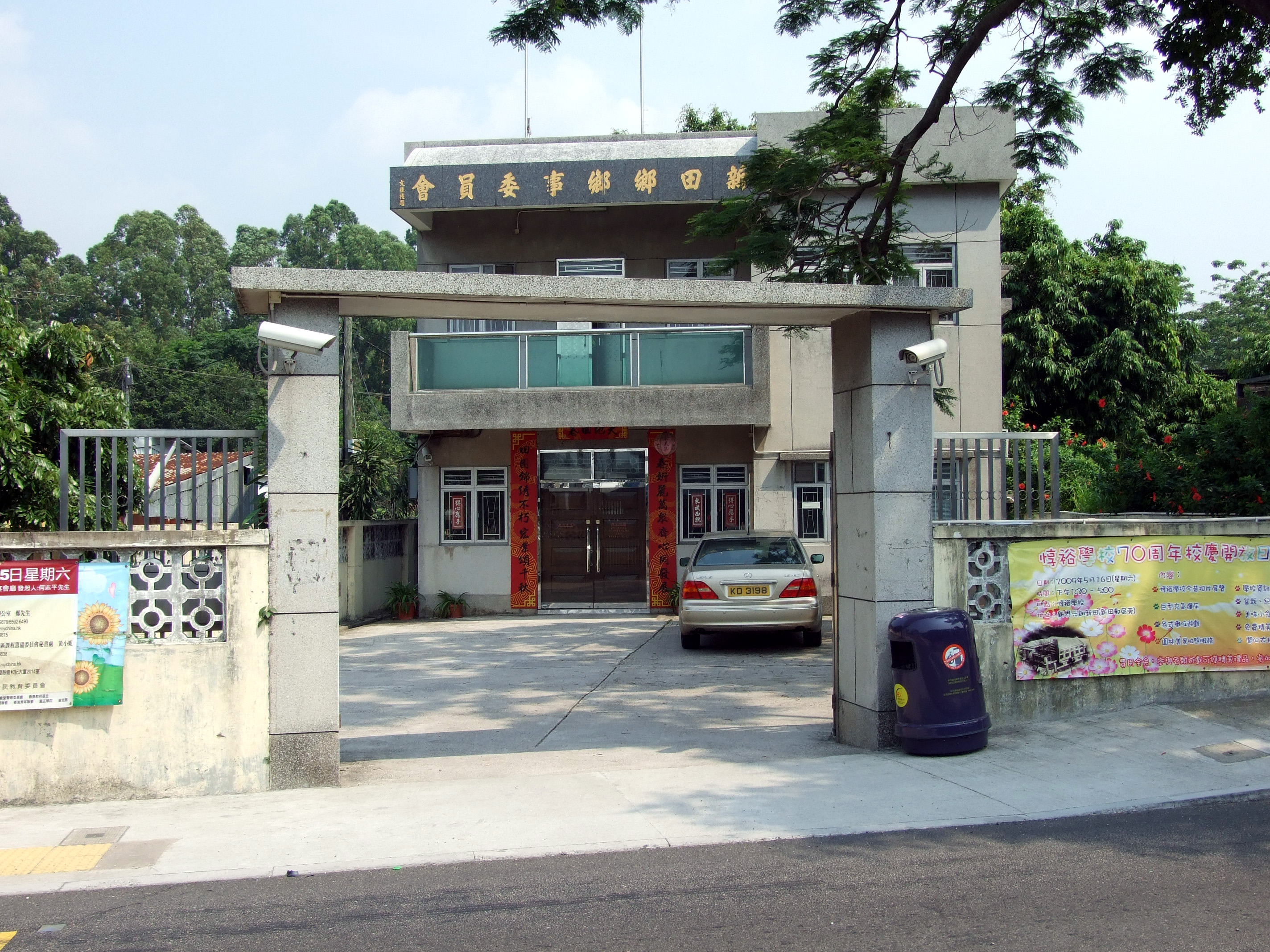
新田鄉鄉事委員會

新田鄉鄉事委員會於1953年成立，負責與相關政務處保持聯繫，反映鄉民對政府政策的意見；在鄉民與港府發生利益衝突時，代表鄉民向港府進行交涉。委員會還負責調解村民和家庭糾紛，倡辦區內各項福利事業。

## 村落

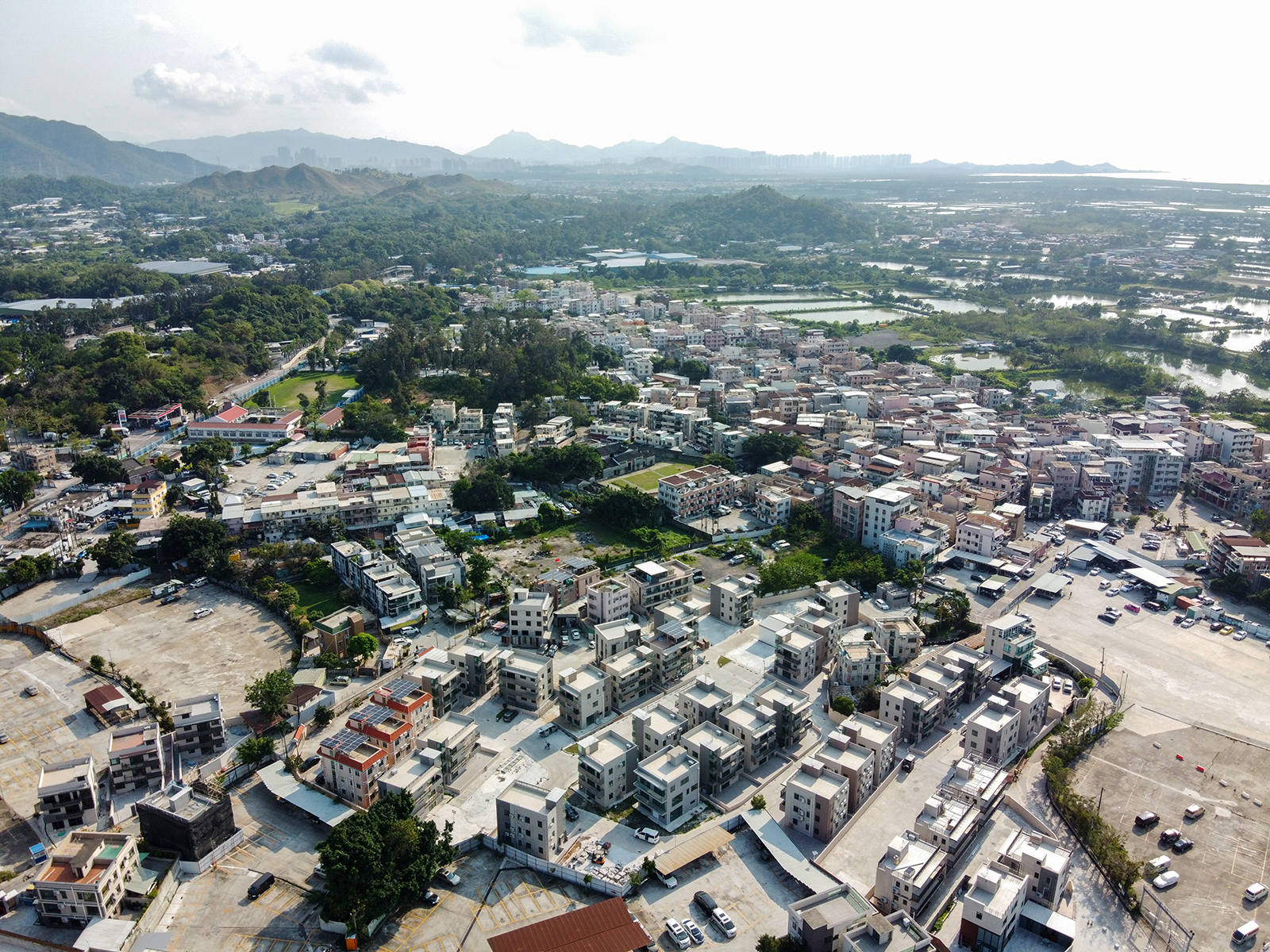
永平村

新田鄉現時有30條自然鄉村，於民政署註冊的有20條，約有2,000戶合共5,000餘名村民。新田包括「三圍六村」，「三圍」即仁壽圍、東鎮圍和石湖圍，而「六村」是指安龍村、永平村、蕃田村、新龍村、青龍村和洲頭，而新田「三圍六村」中以仁壽圍和東鎮圍歷史最悠久，創建於明代並於清代建圍牆。隨傳統鄉村外，新社群錦綉花園亦位於區內。
| - 洲頭 - 竹園 - 蕃田莘野祖 - 蕃田明德堂 - 下灣村 - 落馬洲村 - 米埔村 - 安龍村 | - 壆圍 - 潘屋村 - 新龍村 - 新圍村 - 石湖圍 - 大生圍 - 青龍村 - 東鎮圍 | - 圍仔 - 永平村 - 和生圍 - 仁壽圍 - 攸潭美 |

備註：斜體鄉村名稱為「非原居民鄉村」

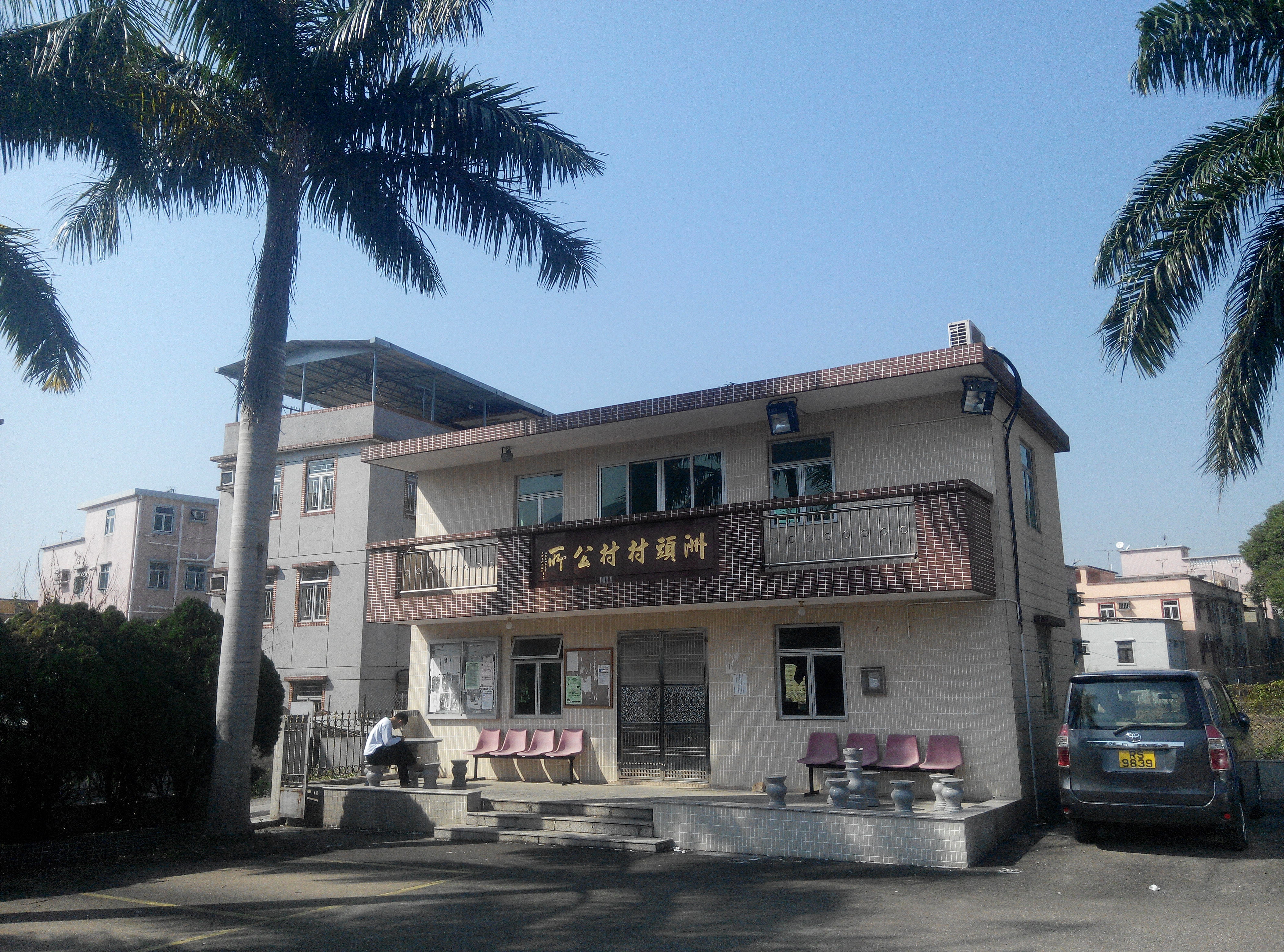
洲頭
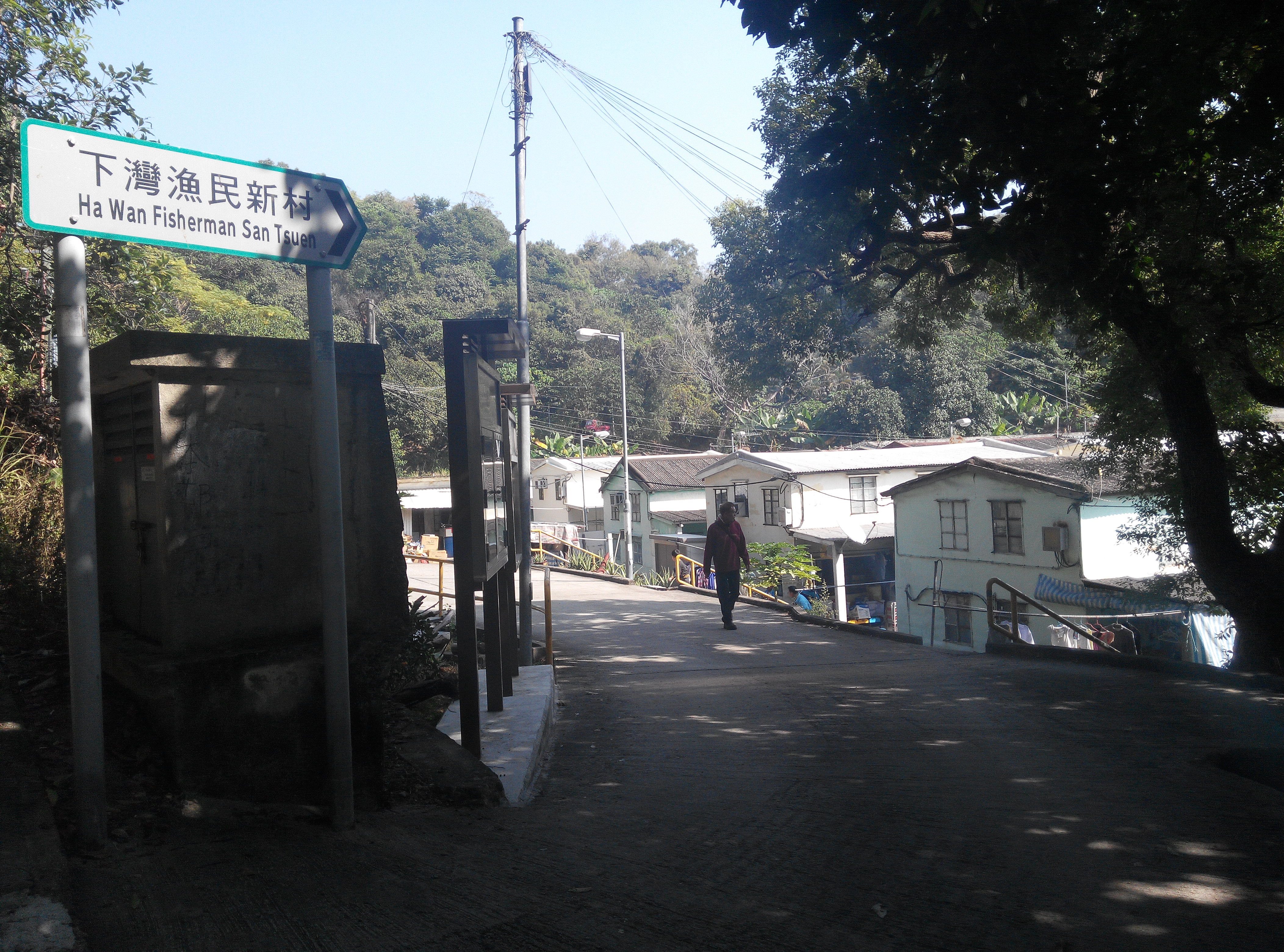
下灣漁民新村
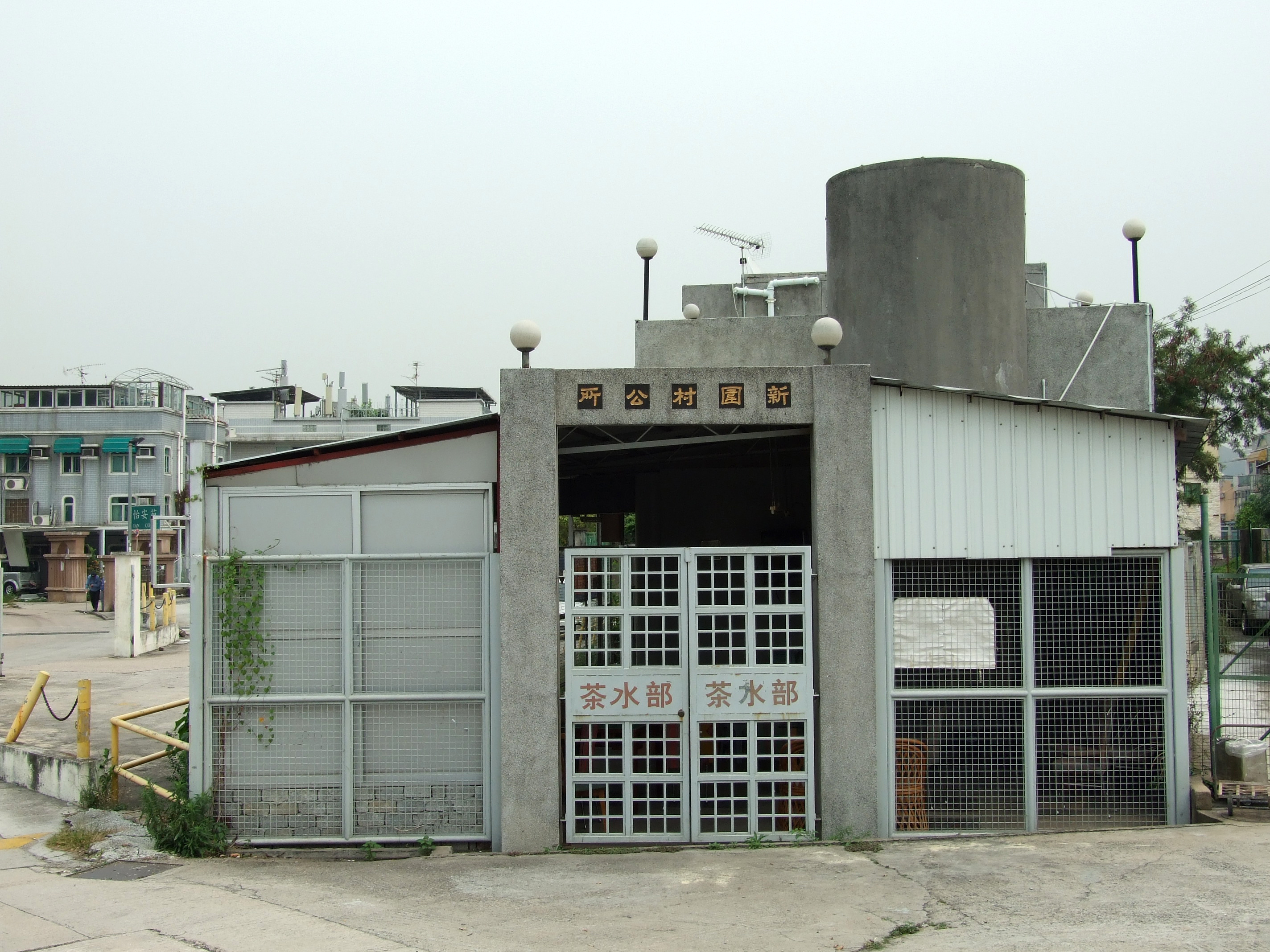
新圍
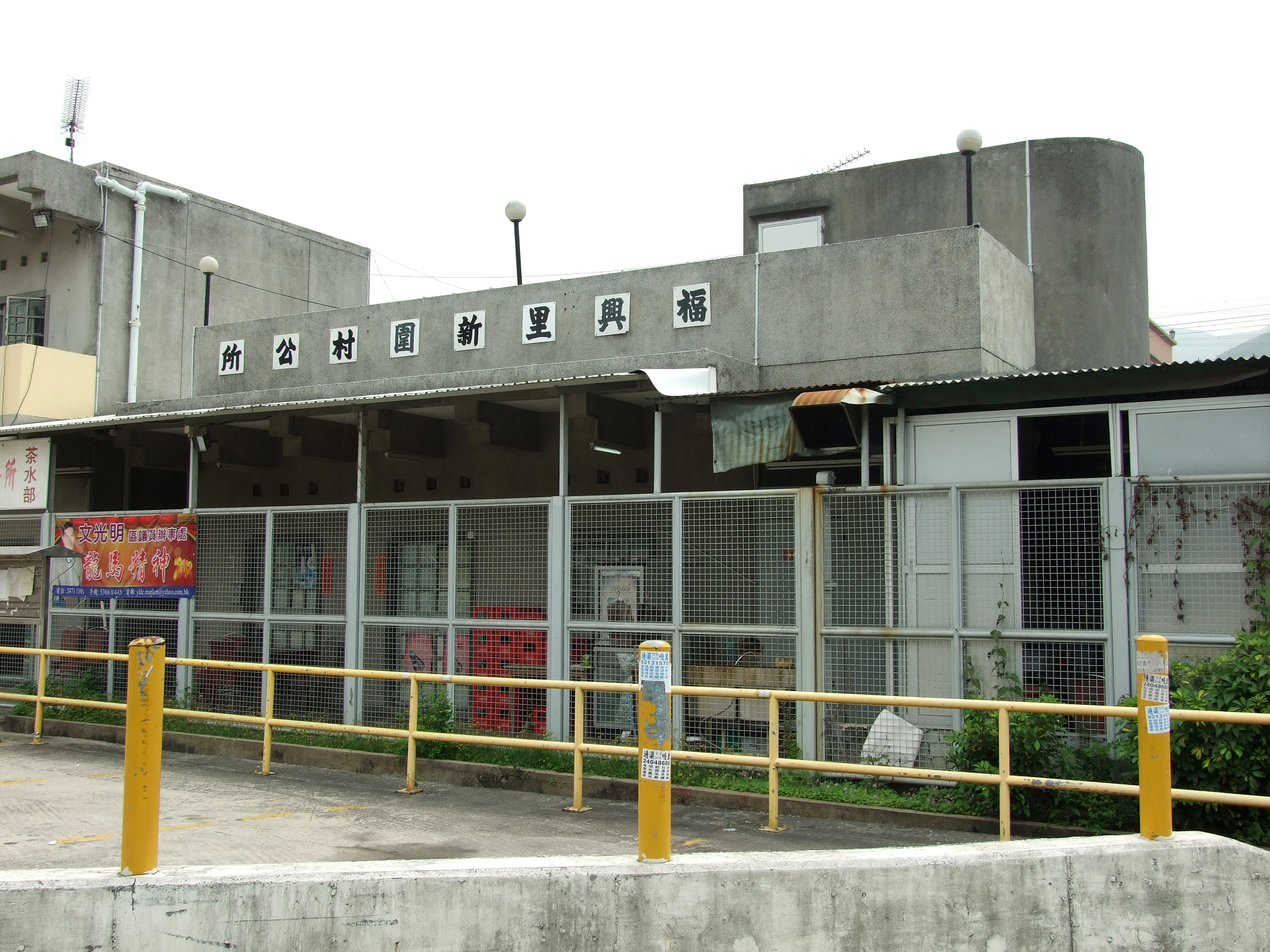
福興里新圍
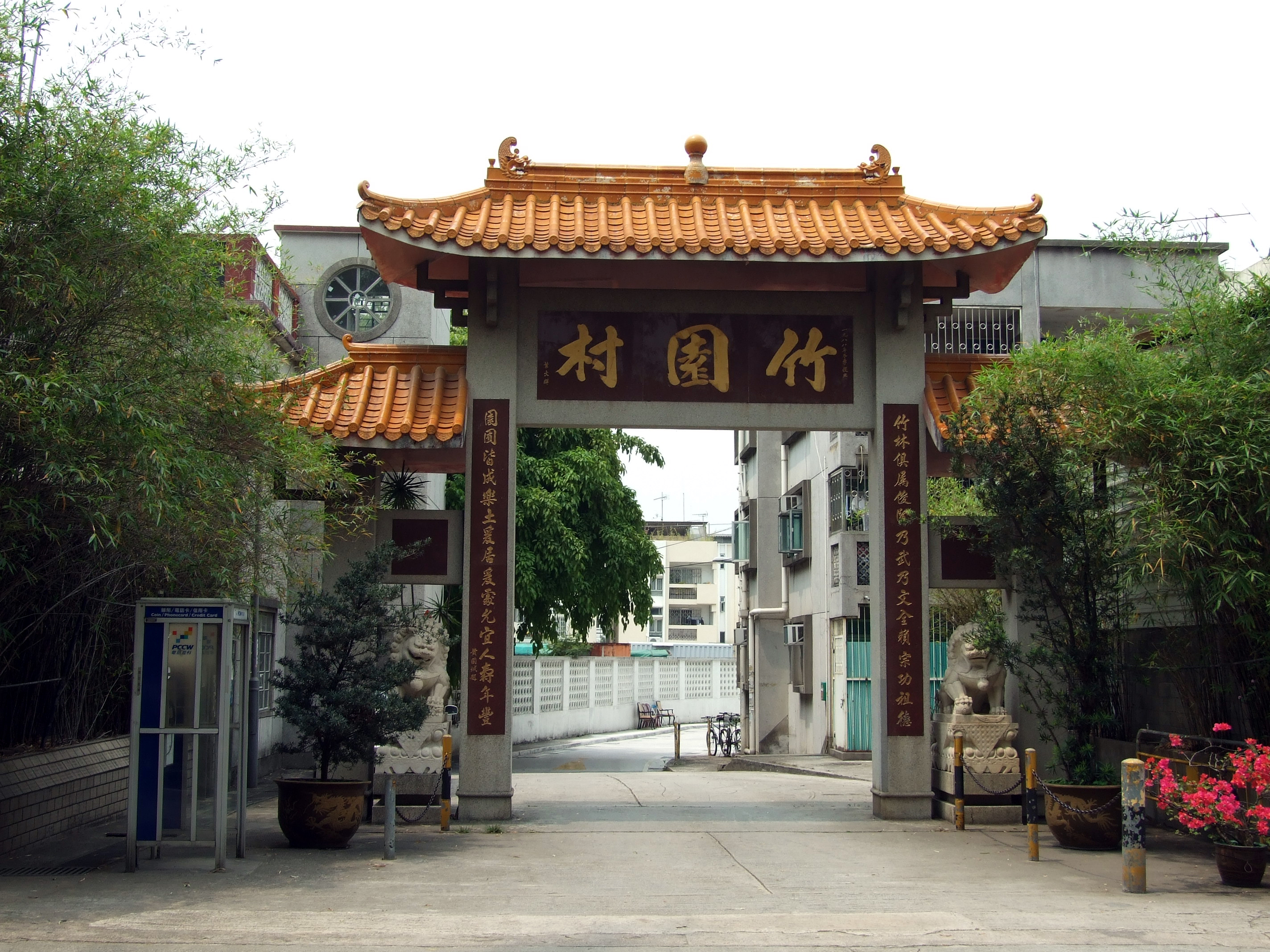
竹園村
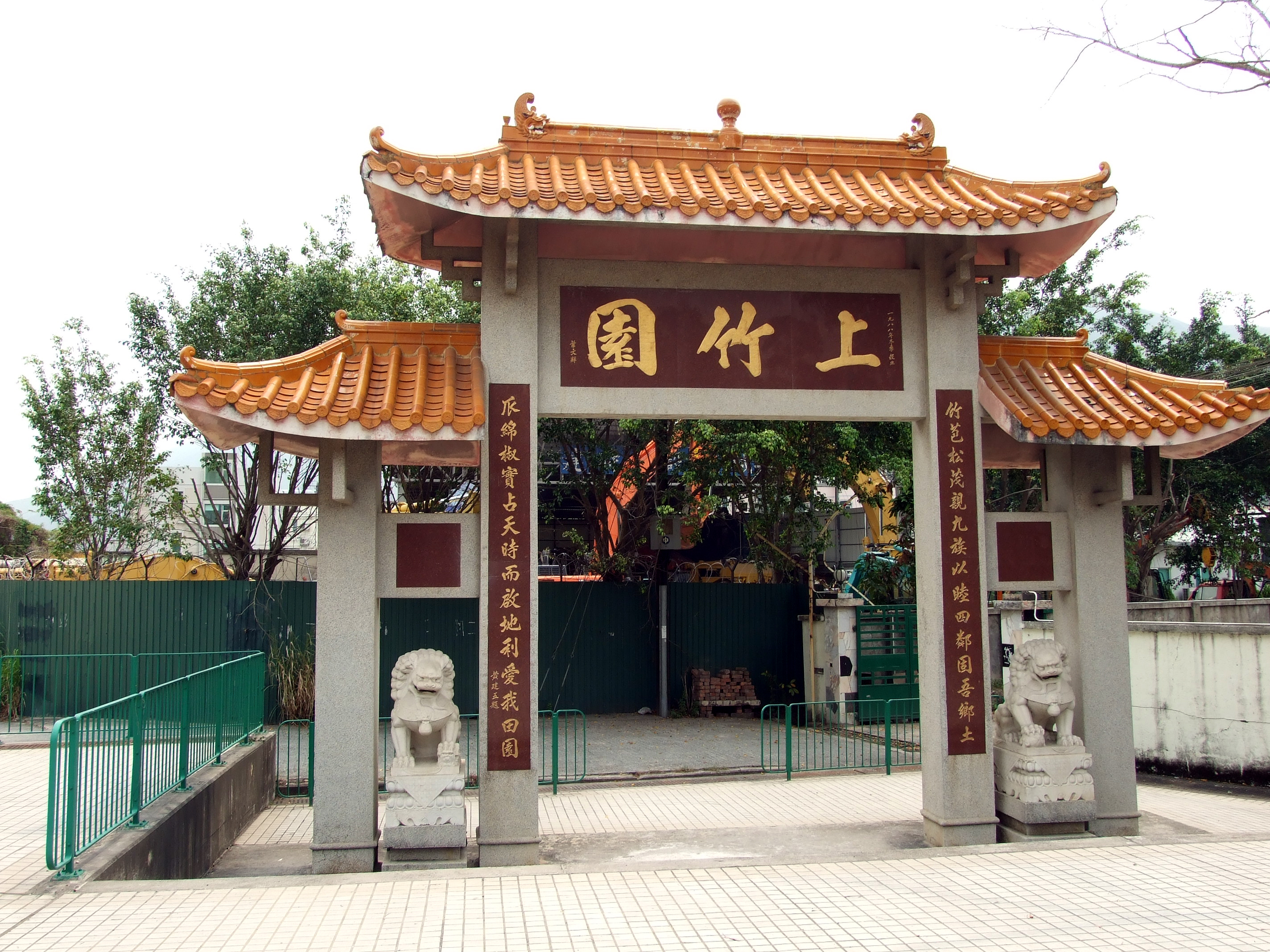
上竹園
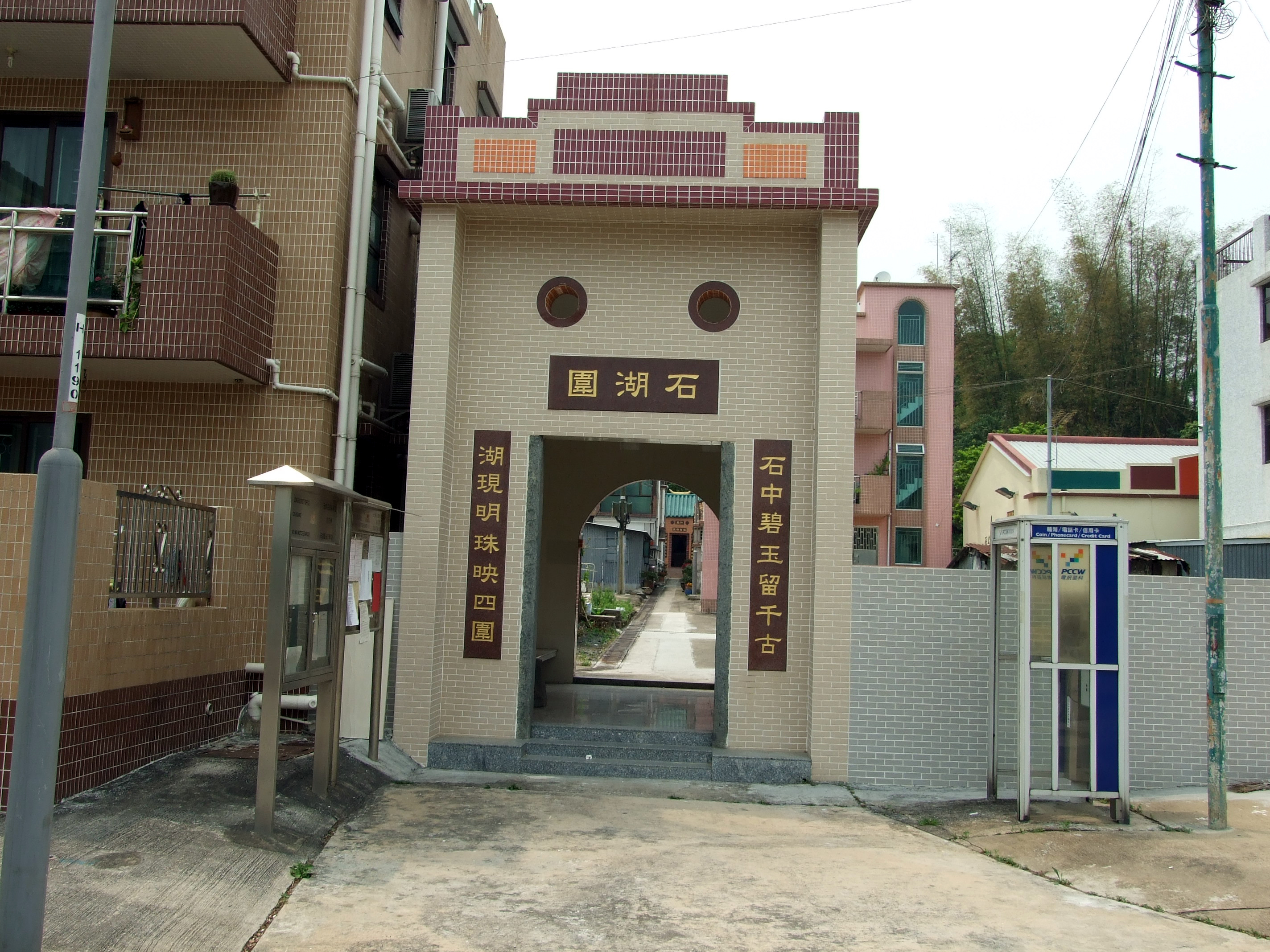
石湖圍
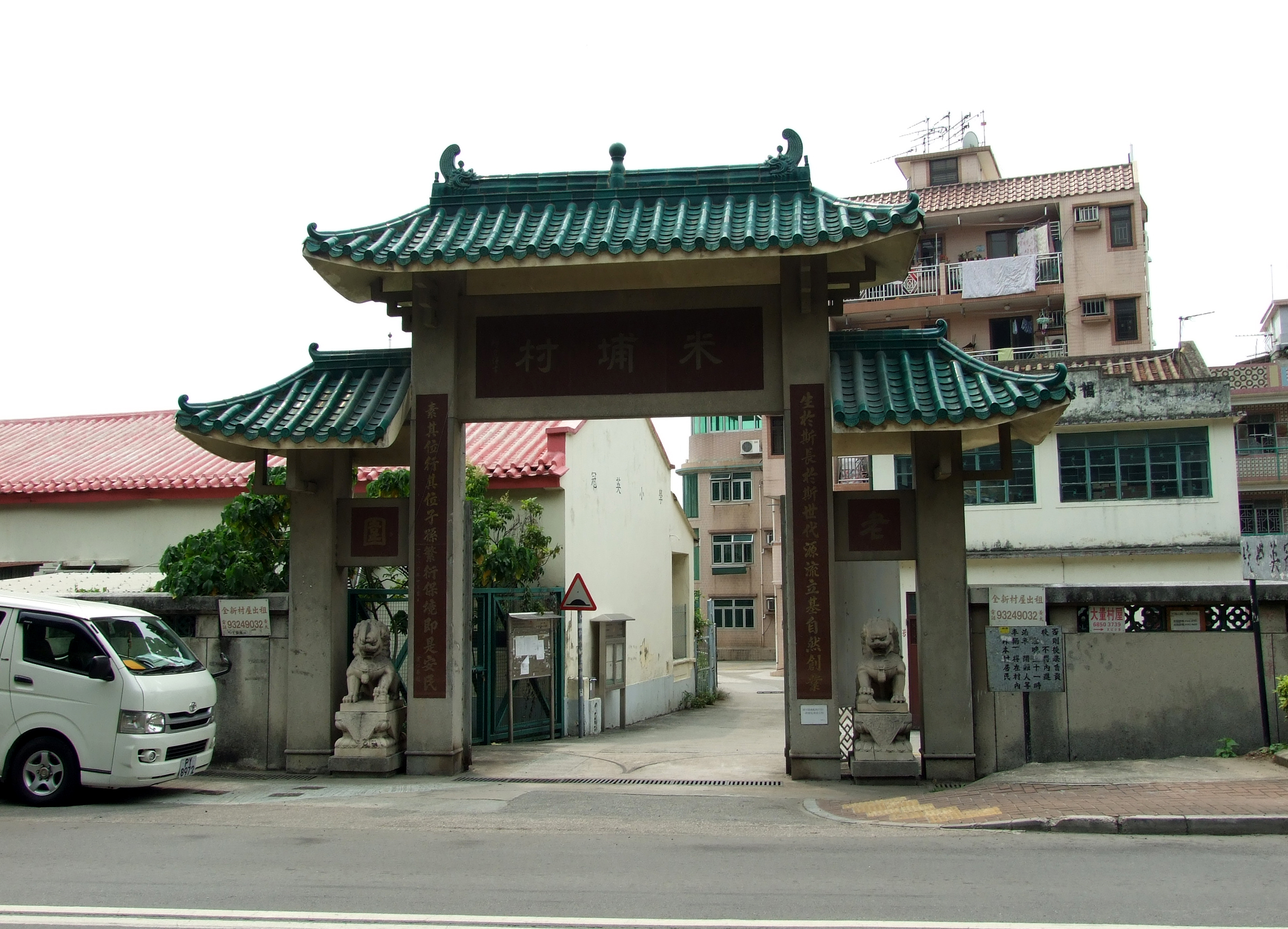
米埔村
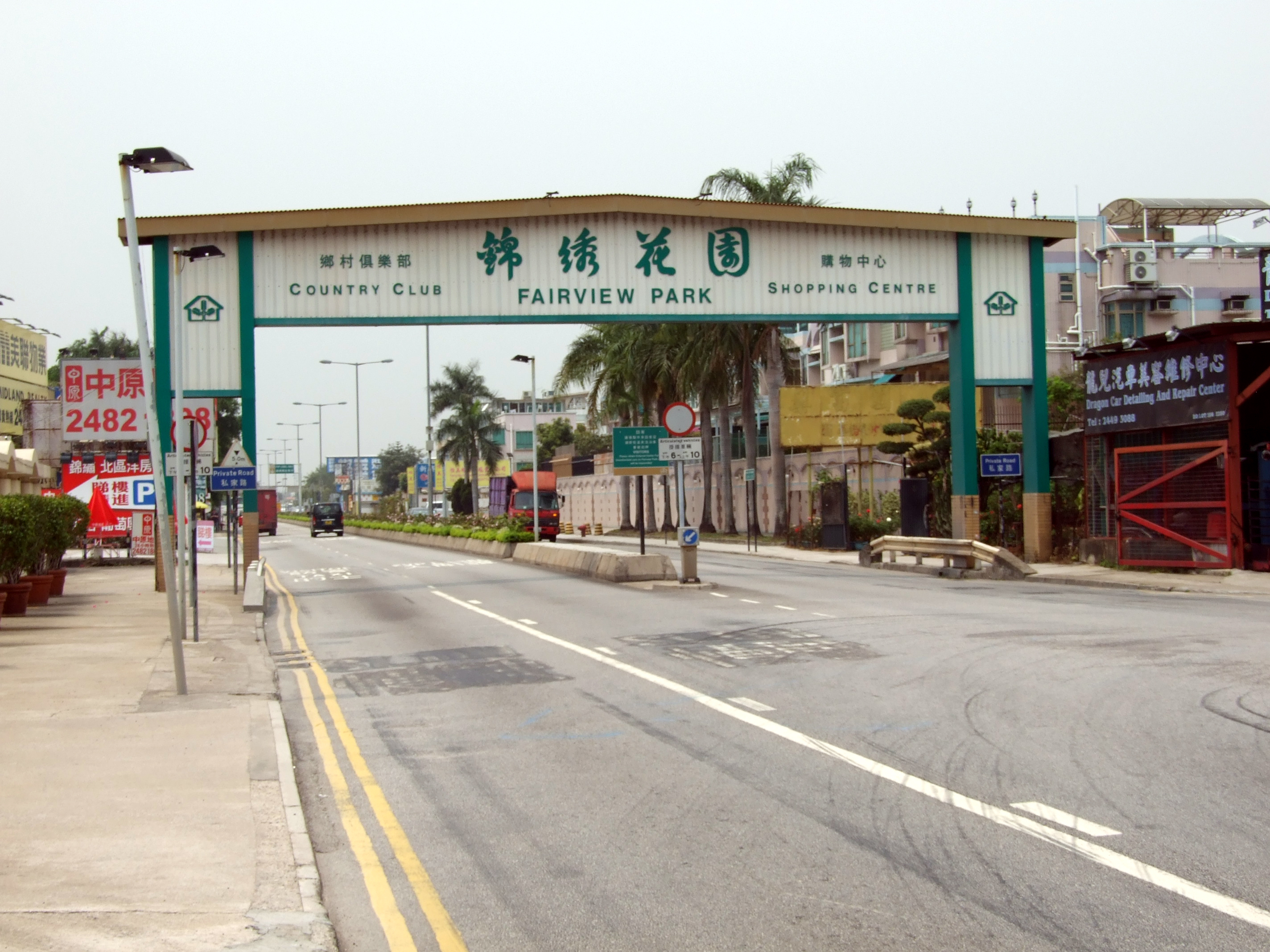
錦綉花園

## 風俗
新田鄉仍然保留不少傳統習俗，每年於驚蟄過後擇吉祈福，稱為「起平安」；而於每年年終十月後亦會擇吉酬神。每年擇吉日點燈，為新添男丁圖個吉利。正月十九是「完燈日」，當地的祠堂、土地公和神壇，均在這日除下所有在新春張掛的紙燈籠加以火化。
麟峯文公祠的後進數百年來均是俗稱「巡丁館」的所在地，負責村內的治安工作。

## 著名景點
| - 大夫第 - 麟峯文公祠 一級 - 惇裕堂文氏宗祠 二級 - 麥景陶碉堡（白鶴洲） - 莘野文公祠 - 明遠堂（文才煥公祠） - 新圍村57號 - 落馬洲警署 - 美德家塾主樓及附屬建築物 | 三級 - 新圍村50號 - 新圍村35號、36號 - 新圍村62號 - 新圍村70號 - 新圍村87號 - 台園 - 漢廬 - 新龍村21、22號 - 東山古廟 - 彥慶堂 | - 米埔自然護理區 - 文天祥公園 |

## 區內名人

### 清代
- 文頌鑾： 光緒十二年（1886年）進士，欽點御賜「大夫」名銜

### 現代
- 文伙泰： 香港著名「皇巴士大王」

## 交通運輸
- 青山公路
- 新田公路
- 新界環迴公路
- 大欖隧道
- 新田公共運輸交匯處（俗稱「皇巴站」）
- 新田站（興建中的「北環綫」車站）

## 區議會議席分佈
由於新田鄉村人口不足以成為一個區議會選區，所以往往跟鄰近的牛潭尾、米埔、落馬洲鄉村範圍劃為同一個選區。
| 年度/範圍 | 2000-2003 | 2004-2007 | 2008-2011 | 2012-2015 | 2016-2019 | 2020-2023 | 2024-2027      |
| --------- | --------- | --------- | --------- | --------- | --------- | --------- | -------------- |
| 整個新田  | 新田選區  | 新田選區  | 新田選區  | 新田選區  | 新田選區  | 新田選區  | 元朗鄉郊東選區 |

註：以上主要範圍尚有其他細微調整（包括編號），請參閱有關區議會選舉選區分界地圖及條目。

## 外部連結
- 新田鄉鄉事委員會 （页面存档备份，存于）
- (PDF). 香港傷健協會. 2008  [2012-02-11].[永久]